# Тазовский полуостров
Та́зовский полуостров — полуостров на севере Западно-Сибирской равнины, между Обской губой на западе и Тазовской губой на востоке.

## География
Длина около 200 км, ширина в среднем 100 км, высота до 100 метров. Поверхность равнинная, слабо наклонена на восток к Тазовской губе и падает крупными обрывами на западе к Обской губе. Наивысшая точка — 89 м над уровнем моря (в северной части полуострова).
Крупнейшая река — Поёлавояха (Пойловояха), берёт начало в южной части полуострова и впадает в Тазовскую губу на востоке. Крупнейшие озёра — Сор (на севере) и Пыемалто (на северо-востоке). 
Крайняя западная точка полуострова носит название мыс Парусный, на северо-западе расположен мыс Круглый, на северо-востоке — мыс Поворотный. 
Растительность — мохово-лишайниковая и кустарниковая тундра. Поверхность покрыта многочисленными озёрами и болотами.

## Хозяйственное значение
Имеются месторождения газа, в том числе крупное Ямбургское нефтегазоконденсатное месторождение. Масштабная добыча ведётся в юго-западной, южной и центральной частях полуострова. Разработка месторождений начата в 1980 г., лицензия на разработку принадлежит ООО «Газпром добыча Ямбург» (100 %-ная дочка ОАО «Газпром»).
На юго-западе полуострова расположен вахтовый посёлок газовиков — Ямбург. К посёлку проложены ж.-д. линия и автодорога от г. Новый Уренгой, автодорога от пгт Пангоды. Рядом с посёлком находится аэропорт. От мест добычи газа отходят линии газопроводов на юг к г. Новый Уренгой.
Административно территория полуострова входит в состав Ямало-Ненецкого автономного округа. Почти полностью относится к Тазовскому и Надымскому районам, небольшая часть — к Пуровскому району.